# Perityle socorrosensis
Perityle socorrosensis là một loài thực vật có hoa trong họ Cúc. Loài này được Rose mô tả khoa học đầu tiên năm 1890.